# Церовані
Церовані (груз. წეროვანი) — село в Грузії.
За даними перепису населення 2014 року в селі проживає 8191 особа.